# Over Canto
 Over Canto  is een Nederlandse documentaire uit 2011, geregisseerd door Ramón Gieling. De film gaat over de invloed die de compositie Canto Ostinato van Simeon ten Holt op mensen heeft. 
De film ging in première tijdens het IDFA in 2011 en was daar genomineerd in de categorieën "VPRO IDFA Award for Best Feature-Length Documentary" en "Dioraphte IDFA Award for Dutch Documentary".

## Synopsis
In 'Over Canto' wordt het verhaal verteld van negen mensen die een verandering ondergingen door het horen van Canto Ostinato van Simeon ten Holt. De componist komt zelf ook aan het woord en er worden fragmenten getoond van uitvoeringen en een repetitie.

## Cast
- Hans Croiset
- Arjen Dijkstra
- Willem Dijkhuis
- Miranda Driessen
- Pauline Greidanus
- Simeon ten Holt
- Henkjan Honing
- Marianne Kyráli

- Colette Noël
- Michiel Nooter
- Halina Reijn
- Hans Ruijssenaars
- Ariane van Vliet
- Kees Wieringa
- Jos Zwetsloot

## Muziek
- Rondane Kwartet
  - Daphne Keune
  - Robert Lambermont
  - Laura Sandee
  - Petra van Oort

- Station Groningen
  - Jeroen van Veen (pianist)
  - Sandra van Veen
  - Fred Oldenburg
  - Eka Kuridze

- Concertgebouw 1985
  - Gerard Bouwhuis
  - Gene Carl
  - Ariëlle Vernède
  - Cees van Zeeland
  - Kees Wieringa
  - Polo de Haas